# المراجعة المحاسبية
المراجعة المحاسبية هي مجلة أكاديمية تتم مراجعتها كل شهرين ويتم نشرها من قبل جمعية المحاسبة الأمريكية (AAA) وتغطي المحاسبة بنطاق شامل من بحوث تتعلق بالمحاسبة. تعد The Accounting Review من أقدم المجلات المحاسبية، واعتبرتها الدراسات الحديثة من المجلات الأكاديمية الرائدة في مجال المحاسبة.
أنشئت المراجعة المحاسبية في عام 1926م. في عقودها الأولى، كانت المجلة تميل إلى نشر المقالات التي تتعلق بممارسي المحاسبة ، لكنها مع الوقت تحولت نحو تفضيل بناء النموذج الكمي والرياضيات في المحاسبة . في الثمانينيات من القرن الماضي، بدأت AAA في نشر مجلتين أخرى، (قضايا في تعليم المحاسبة) و(آفاق المحاسبة) ، والتي كانت أكثر صلة بمعلمي المحاسبة وممارسي المحاسبة، مما أدى للمجلة The Accounting Review بالتركيز بشكل أكبر على المقالات الكمية .

## نظرة عامة والتاريخ
المراجعة المحاسبية هي مجلة أكاديمية يتم مراجعتها كل شهرين وتغطي نطاق المحاسبة بشكل عام والتركيز على المقالات الكمية، وهي المجلة الرئيسية لـ جمعية المحاسبة الأمريكية.    كبير محرريها الحاليين ماري إي بارث (جامعة ستانفورد).  يشمل نطاق المجلة أي موضوع متعلق بالمحاسبة وأي منهجية بحث:  اعتبارًا من عام 2010 ، كانت نسب الأوراق المقبولة للنشر عبر مجالات الموضوع وأساليب البحث مشابهة جدًا لنسبة الأوراق التي تم تلقيها للمراجعة. 
تتم مراجعة الطلبات المقدمة إلى المراجعة المحاسبية من قبل أعضاء مجلس التحرير والمراجعين المختصين في ذلك . في عام 2009م، تلقت المجلة أكثر من 500 طلب جديد، وكان حوالي 9٪ من خطابات القرار المرسلة إلى المؤلفين عبارة عن قبول أو قبول مشروط. 

### التأسيس حتى الستينيات
مراجعة المحاسبة ، التي أطلقها ويليام أندرو باتون في عام 1926 ،  هي واحدة من أقدم المجلات الأكاديمية في مجال المحاسبة.   اقترحت الرابطة الأمريكية لمدرسي المحاسبة بالجامعة، والتي أصبحت فيما بعد جمعية المحاسبة الأمريكية ، أن تنشر الجمعية مجلة فصلية للمحاسبة ، لكن الاقتراح لم يؤتي ثماره، وولدت The Accounting Review لاحقًا.  عمل باتون كمحرر ومدير إنتاج في السنوات الثلاث الأولى للمجلة. 
في العقود القليلة الأولى التي أعقبت إنشاء المجلة، مال المؤلفون البارزون في The Accounting Review إلى كتابة مقالات من شأنها أن تهم ممارسي المحاسبة .  نشرت المجلة مقالات ركزت على تعليم المحاسبة والقضايا المتعلقة بصناعات ومجموعات تجارية معينة ، مع العديد من المقالات التي تستخدم الأدلة القصصية والرسوم التوضيحية الافتراضية.  كان المحرر الأطول خدمة خلال هذه الفترة هو إريك كولر، وهو ممارس محاسبة. عمل كوهلر كمحرر من عام 1928 إلى عام 1942. 
من الأربعينيات إلى الستينيات من القرن الماضي، نشرت The Accounting Review مقالات ذات تنوع أكبر، وكان المؤلفون الرئيسيون خلال هذه الفترة يميلون إلى امتلاك خبرة محاسبية عملية أقل وتعليم رسمي أكثر. خلال هذه الفترة، كان الأفراد الثلاثة المسؤولون عن معظم المهام التحريرية للمجلة هم أ. الخبرة، أو كانوا من المؤلفين الرئيسيين قبل عام 1945 ، عندما كانت المجلة موجهة نحو ممارسة المحاسبة. 

### من الستينيات حتى الوقت الحاضر
في الستينيات، تحولت المجلة نحو تفضيل بناء النموذج الكمي بما في ذلك نماذج الاقتصاد القياسي ونماذج السلاسل الزمنية ، وقبلت المزيد من المقالات من قبل غير المحاسبين الذين ساهموا بأفكار من تخصصات أخرى في حل المشكلات المتعلقة بالمحاسبة. منذ أواخر السبعينيات، رأى أساتذة المحاسبة أن المجلة كانت تضحي بأهميتها من أجل الدقة الرياضية، وبحلول عام 1982 ، أدرك باحثو المحاسبة أن التحليل الرياضي والبحث التجريبي كان شرطًا ضروريًا لقبول المقالات. 
في الثمانينيات، بدأت AAA في نشر مجلتين أخرى، قضايا في تعليم المحاسبة وآفاق المحاسبة . تم إنشاء قضايا في تعليم المحاسبة ، نُشرت لأول مرة في 1983م، لتقديم خدمة أفضل لمعلمي المحاسبة، بينما ركزت آفاق المحاسبة ، التي نُشرت لأول مرة في عام 1987 ، بشكل أكبر على القضايا التي تواجه ممارسي المحاسبة. سمح هذا للمجلة «بالتركيز بشكل أكبر على الأوراق الكمية التي أصبحت صعبة بشكل متزايد على الممارسين والعديد من معلمي المحاسبة لفهمها». 
بين الثمانينيات والعقد الأول من القرن الحادي والعشرين، مع ظهور قواعد البيانات مثل Compustat و EDGAR والبرامج مثل SAS ، أصبحت المقالات أكثر صرامة من الناحية الرياضية مع التحليلات الإحصائية المتطورة بشكل متزايد، وشكل ممارسو المحاسبة نسبة متناقصة من المؤلفين في المجلة. 

## التأثير
وفقًا لتقارير Journal Citation ، كان للمجلة عامل تأثير عام 2012 قدره 2.319 ، مما جعلها تحتل المرتبة السادسة من بين 89 مجلة في فئة «أعمال، مالية»  تعتبر الدراسات الحديثة حول البحوث المحاسبية وبرامج الدكتوراه في المحاسبة The Accounting Review واحدة من ست مجلات محاسبية رائدة،    وهي أيضًا واحدة من المجلات التي تستخدمها Financial Times لتجميع أعمالها رتبة البحث المدرسي. 

## الاستخلاص والفهرسة
تم تلخيص المجلة وفهرستها في فهرس الاستشهادات الاجتماعية ، المحتويات الحالية / العلوم الاجتماعية والسلوكية،  و Scopus . 

## رؤساء التحرير
كان الأشخاص التالية أسماؤهم رؤساء تحرير: 
* 1926-1929 ويليام أ. باتون
* 1929-1943 إريك إل كوهلر
* 1944-1947 أ. سي ليتلتون
* 1948-1949 روبرت ل. ديكسون
* 1950-1959 فرانك ب. سميث
* 1959-1962 روبرت ك. موتز
* 1962-1965 لورانس ل. فانس
* 1965-1967 ويندل ترمبل
* 1968-1970 تشارلز هـ. جريفين
* 1971-1972 إلدون س. هندريكسن
* 1973-1975 توماس ف. كيلر
* 1976-1978 دون ت. ديكوستر
* 1978-1983 ستيفن زيف
* 1983-1987 جاري إل سانديم
* 1987-1990 ويليام كيني
* 1990-1994: رشاد عبد الخالق
* 1994-1997 روبرت ب. ماجي
* 1997-2000 جيرالد ل. سالامون
* 2000-2002 ليندا سميث بامبر
* 2002-2005 تيري شيفلين
* 2005-2008 دان إس داليوال
* 2008-2011 ستيفن جيه كاتشلمير
* 2011-2014 جون هاري إيفانز الثالث
* 2014-2017 مارك إل ديفوند

## روابط خارجية
- الموقع الرسمي